# Rue sans issue (film)
Pour les articles homonymes, voir Rue sans issue.
Pour plus de détails, voir Fiche technique et Distribution.
Rue sans issue (Dead End) est un film américain réalisé par William Wyler, sorti en 1937.

## Synopsis
Dans l'East-side à New York, des immeubles cossus surgissent peu à peu au sein des quartiers déshérités. Ainsi l'opulence jouxte de façon éhontée des bâtiments délabrés, habités par une population miséreuse.
Au bout d'une rue qui se termine abruptement sur les bords de l'Hudson, se joue le théâtre ordinaire de la misère sociale. Drina participe à la grève de son usine pour obtenir une augmentation des salaires ; Joel, sans emploi, vit de petits boulots et ravale l'échec de sa carrière d'architecte ; une bande de gamins jouent aux durs et s'initient aux règles barbares des gangs.
Le tristement célèbre gangster "Baby Face", pris de nostalgie, revient incognito dans le quartier pour retrouver sa mère et son amour de jeunesse. Sa déconvenue sera à l'image de cette rue sans perspectives d'avenir.

## Fiche technique
- Titre : Rue sans issue
- Titre original : Dead End
- Réalisation : William Wyler
- Scénario : Lillian Hellman d'après la pièce de Sidney Kingsley
- Production : Samuel Goldwyn pour United Artists
- Société de production : Metro-Goldwyn-Mayer pour United Artists et non MGM à l'époque
- Musique : Alfred Newman
- Photographie : Gregg Toland
- Direction artistique : Richard Day
- Décors de plateau : Julia Heron (non-créditée)
- Costumes : Omar Kiam
- Effets spéciaux : James Basevi
- Montage : Daniel Mandell
- Budget : 900 000 $ (estimation)
- Pays d'origine : États-Unis
- Langue : anglais
- Format : Noir et blanc
- Genre : Drame
- Durée : 93 minutes
- Date de sortie : 24 août 1937

## Distribution
Les voix françaises indiquées ci-dessous proviennent du second doublage de 1975.
- Sylvia Sidney (VF : Béatrice Delfe) : Drina Gordon
- Joel McCrea (VF : Bernard Murat) : Dave Connell
- Humphrey Bogart (VF : Francis Lax) : Hugh dit "Baby Face", "Marty" ou Martin Claude Peran 1er doublage
- Wendy Barrie (VF : Perrette Pradier) : Kay Burton
- Claire Trevor : Francey
- Allen Jenkins (VF : Jacques Deschamps) : Hunk
- Marjorie Main (VF : Jacqueline Porel) : Madame Martin
- Billy Halop (VF : Pierre Arditi) : Tommy Gordon
- Huntz Hall : Dippy "Dip"
- Bobby Jordan (VF : Gérard Hernandez) : Angel
- Leo B. Gorcey (VF : Maurice Sarfati) : Spit
- Elisabeth Risdon : Madame Connell
- James Burke (VF : Claude Bertrand) : Mulliga, le policier
- Ward Bond (VF : Jean Roche) : Concierge
- Esther Dale (VF : Jacqueline Porel) : Madame Fenner
- Marcelle Corday (VF : Jacqueline Porel) : Gouvernante
- Minor Watson : Mr. Griswald

Acteurs non crédités :
- Donald Barry : Dr Flynn
- Lucile Browne : Une femme bien habillée
- Robert Homans : Policier
- Esther Howard : La voisine vulgaire

## Récompenses
Oscars du cinéma 1938 : 4 nominations (meilleur film, meilleur second rôle, meilleure direction artistique, meilleure image)